# 델타네눈주머니쥐
델타네눈주머니쥐 또는 델타주머니쥐(Philander deltae)는 남아메리카에 사는 주머니쥐의 일종이다. 베네수엘라 오리노코강 삼각주 지역에서 발견되며, 2006년에 처음 기술되었다. 오리노코강 인근 삼각주 지역과 인근 강의 매년 범람하는 습지 숲 또는 계절성 범람원 숲에서 발견된다. 등 쪽의 털은 회색이다. 복부 쪽 털은 크림색을 띠지만 옆구리 쪽으로 제한적이며 기부는 회색이다. 귀는 가장자리를 따라서만 색을 띤다. 눈 위로 작은 반점이 있다. 귀 뒷쪽의 반점은 작고 눈에 잘 두드러지지 않는다.